# Bematistes nelsoni
Bematistes nelsoni är en fjärilsart som beskrevs av Grose-smith och Kirby 1892. Bematistes nelsoni ingår i släktet Bematistes och familjen praktfjärilar. Inga underarter finns listade i Catalogue of Life.